# Aftaszidák

A badajozi táifa (részfejedelemség) 1037 körül

Az Aftaszidák (arabul بنو الأفطس, tudományos átiratban Banū l-Afṭas) egy berber származású muszlim uralkodóház tagjai voltak, akik az Ibériai-félsziget közép-nyugati részét uralták Badajoz (Bataljausz) központtal 1022-től 1095-ig, az ún. táifák (részfejedelemségek) időszakában. Államukat az Omajjádok vezette Córdobai Kalifátus felbomlását kihasználva hozták létre, és hatalmuk a magrebi berber Almorávidák hódításának esett áldozatul.

## A dinasztia története
A córdobai székhelyű omajjád kalifák hatalmának megroggyanását kihasználva a Guadiana völgyét és a mai Portugália középső és északi vidékeit II. al-Hakam kalifa egy szabadosa, Szábúr szerezte meg. 1022 novemberében bekövetkezett halálakor vezírje, a miknásza berber származású Ibn al-Aftasz (eredeti nevén Abdalláh ibn Muhammad ibn Maszlama) vette át a hatalmat, megalapítva a dinasztiát. Uralkodása második felében állandó harcban állt az agresszíven terjeszkedő sevillai al-Mudadiddal, aki egy alkalommal foglyul ejtette és Beja városában tartotta fogva.
Ibn al-Aftasz 1045-ös halálát követően utódja, Muhammad al-Muzaffar folytatta az eredménytelen háborúskodást déli szomszédja ellen. A küzdelem a córdobai Dzsahvaridák közvetítésével ért véget 1051-ben, bár kisebb csetepaték ezután is zajlottak. Az irodalmárként is ismert al-Muzaffarnak a déli nyomás miatt nehezére esett ellenállni az északról jövő keresztény támadásoknak, így I. Ferdinánd kasztíliai király rá tudta kényszeríteni, hogy rendszeres sarcot fizessen neki, és 1057-ben elhódította tőle Lamego és Viseu erősségét az északnyugati határszélen, majd 1063-ban Coimbra városát is megszerezte.
Al-Muzaffar 1065-ben halt meg, ekkor előbb Jahja l-Manszúr nevű fia követte, de őt rövid úton megbuktatta az addig Évora városát kormányzó fivére, Umar al-Mutavakkil. Számára a még agresszívebben terjeszkedő VI. Alfonz kasztíliai király támadásai miatt nem sok mozgástér maradt, bár 1080-ban Toledo lakói behívták az addig a Dzu n-Núnidák központjául szolgáló városba, amit tíz hónapos ott-tartózkodása ellenére sem tudott megtartani. Feltehetően már Toledo 1085-ös elfoglalása előtt kérte a magrebi Almorávidák segítségét, akik végül 1086-ban a többi andalúziai muszlim uralkodó hívására átkeltek a Gibraltári-szoroson, és Badajoz közelében győzelmet arattak a keresztény seregek felett a zallákai csatában. Mivel azonban hamarosan visszatértek Afrikába, a keresztény hadak ismét zaklatni kezdték a muszlim területeket.
1088-ban az almorávida seregek ismét partra szálltak Hispániában, és megkezdték Aledo ostromát, de végül Júszuf ibn Tásufín úgy döntött, hogy szövetségesei ellen fordul. 1090-ben meg is buktatta a sevillai Abbádidákat. A hatalmát féltő Umar korábbi ellenségéhez, VI. Alfonzhoz fordult, akinek Santarémet, Sintrát és Lisszabont adta volna át segítségéért cserébe, ám hiába. 1095 végén az almorávida seregek a lakosság támogatásával bevették Badajozt, Umart és két fiát pedig Sevillába indították, de még az út során végeztek velük. Umar egy harmadik fia, al-Manszúr egy ideig Montánchez várában sáncolta el magát, végül családjával együtt keresztény területre menekült, és maga is áttért.

## Aftaszida uralkodók
- Abdalláh ibn Muhammad al-Manszúr (1022–1045)
- Muhammad ibn Abdalláh al-Muzaffar (1045–1065)
- Jahja ibn Muhammad al-Manszúr (1065)
- Umar ibn Muhammad al-Mutavakkil (1065–1095)